# 49.º distrito congresional de California
El 49.º distrito congresional es un distrito congresional que elige a un Representante para la Cámara de Representantes de los Estados Unidos por el estado de California. Se ubica en el Condado de Orange y el Condado de San Diego. Según la Oficina del Censo, en 2011 el distrito tenía una población de 785 333 habitantes. Actualmente el distrito está representado por el Demócrata Mike Levin.

## Geografía
El 49.º distrito congresional se encuentra ubicado en las coordenadas 33°18′53″N 117°22′46″O / 33.3147856, -117.3795192.

## Demografía
Según la Oficina del Censo de los Estados Unidos, en 2011 había 785 333 personas residiendo en el 49.º distrito congresional. De los 785 333 habitantes, el distrito estaba compuesto por 560 632 (71.4%) blancos; de esos, 533 216 (67.9%) eran blancos no latinos o hispanos. Además 36 964 (4.7%) eran afroamericanos o negros, 9 956 (1.3%) eran nativos de Alaska o amerindios, 42 375 (5.4%) eran asiáticos, 3 933 (0.5%) eran nativos de Hawái o isleños del Pacífico, 123 817 (15.8%) eran de otras razas y 35 072 (4.5%) pertenecían a dos o más razas. Del total de la población 299 928 (38.2%) eran hispanos o latinos de cualquier raza; 266 931 (34%) eran de ascendencia mexicana, 6 398 (0.8%) puertorriqueña y 1 835 (0.2%) cubana. Además del inglés, 4 186 (28.1%) personas mayor a cinco años de edad hablaban español perfectamente.
El número total de hogares en el distrito era de 247 329 y el 75.1% eran familias en la cual el 37.8 tenían menores de 18 años de edad viviendo con ellos. De todas las familias viviendo en el distrito, solamente el 57.3% eran matrimonios. Del total de hogares en el distrito, el 5.5 eran parejas que no estaban casadas, mientras que el 0.5% eran parejas del mismo sexo. El promedio de personas por hogar era de 3.09. 
En 2011 los ingresos medios por hogar en el distrito congresional eran de US$52 073, y los ingresos medios por familia eran de US$72 843. Los hogares que no formaban una familia tenían unos ingresos de US$65 895. El salario promedio de tiempo completo para los hombres era de US$43 125 frente a los US$36 706 para las mujeres. La renta per cápita para el distrito era de US$22 355. Alrededor del 12.5% de la población estaban por debajo del umbral de pobreza.